# Леон Малий
Леон Ма́лий (пол. Leon Mały; нар. 17 серпня 1958, м. Бар) — єпископ-помічник Львівської архідієцезії Римо-Католицької Церкви в Україні, титулярний єпископ Табунії.

## Життєпис
Народився 17 серпня 1958 року у м. Бар (Вінницька область) у сім'ї Яна і Геновефи (Гуцал). У 1977—1984 роках навчався у Львівському кінотехнікумі, вивчав філософію та богослов'я у підпільній семінарії під керівництвом о. Генріка Мосінга. Священичі свячення отримав 7 червня 1984 року у Львові з рук єпископа Яна Ценського. У 1984—1990 роках супроводжував о. Генріка Мосінга в його душпастирських поїздках; працював серед католиків на Поділлі, на півдні України та в Республіках Радянського Союзу. Був сповідником у Шаргороді (1987—1989), настоятелем у Браїлові (1989—1991) та Херсоні (1991—1995).
Упродовж 1995—2000 років навчався у Папському Університеті Святого Хреста в Римі. Захистив докторську дисертацію з догматичного богослов'я на тему: «Еклезіологія в творах Йосипа Більчевського (1860—1923)».
2000—2002 — префект Львівської Вищої Духовної Семінарії; викладав догматичне богослов'я у семінаріях Львова та Городка. У 2000—2009 роках — адміністратор парафії св. Марії Магдалени у Львові

## Єпископ
4 травня 2002 року папа Іван Павло II призначив о. Леона єпископом-помічником Львівської архідієцезії. Єпископські свячення отримав 20 червня 2002 року в Кафедральному соборі Львова. Головним святителем був Львівський архієпископ кардинал Мар'ян Яворський, співсвятителями — єпископ Станіслав Дзівіш, секретар папи Івана Павла ІІ та архієпископ Нікола Етерович, тогочасний Апостольський Нунцій в Україні
У 2002—2008 роках — Генеральний Вікарій Львівської архідієцезії, 2003—2008 — Голова Комісії Жіночих Чинів та Згромаджень Конференції Єпископів Римо-Католицької Церкви України, з 5 листопада 2008 року — заступник голови Комісії Клиру і у справах Покликань Конференції Єпископів Римо-Католицької Церкви України.
Від 2009 року — Єпископський Вікарій до справ Таїнств та Інститутів Богопосвяченого Життя і Товариств Апостольського Життя.

## Нагороди
- Офіцерський хрест ордена «За заслуги перед Польщею»[1]